# 農村社会学
農村社会学（のうそんしゃかいがく、rural sociology）は、村落社会や農民生活を対象とする社会学の一分野である。

## 歴史と概要

### 戦前
1920年代以来、各国で研究が始まり、日本では30年代から活発に研究が行われ、日本農村に集中した独自な研究が発展した。当初は、有賀喜左衛門などによる地主制との関連の下で家族制度や同族組織の研究、鈴木栄太郎による農家家族と自然村を中心においた農村社会の体系的把握などが進められた。第二次世界大戦中には東アジアの植民地・占領地における農村調査が盛んに行われ、なかでも戦後公刊された中国農村慣行調査はよく知られている。

### 戦後の展開

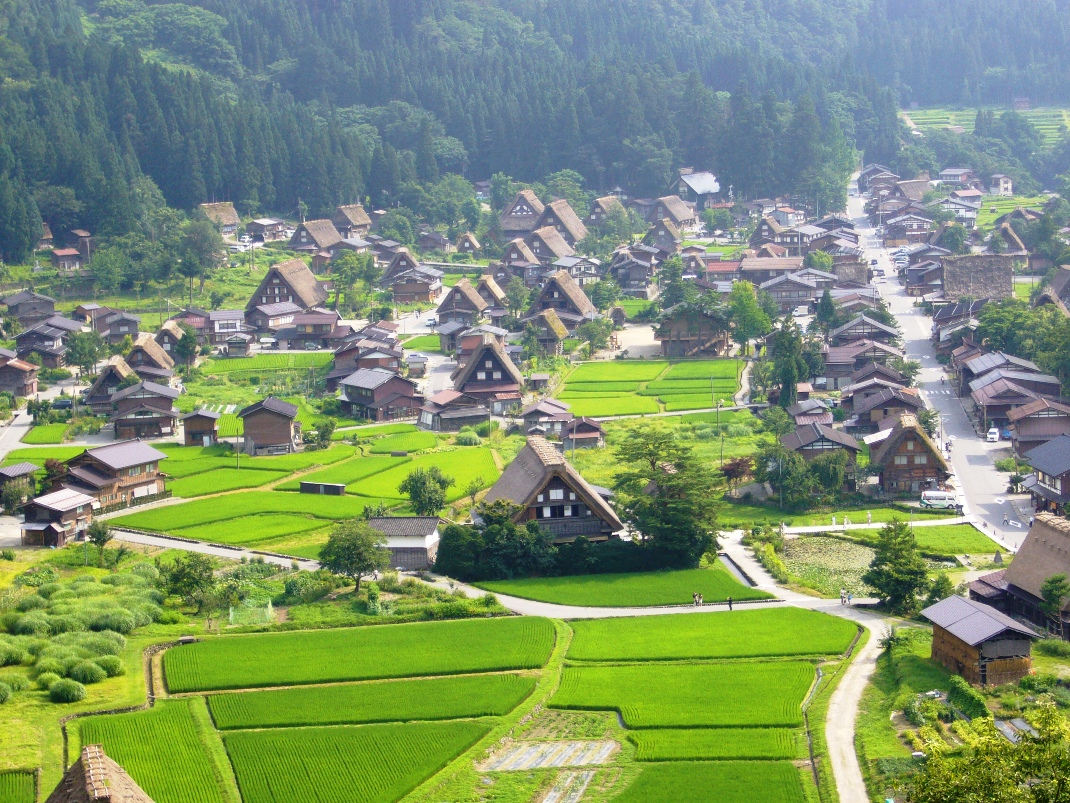
東北型の極例である白川村

第2次大戦後、農地改革や家族制度の廃止などの制度改革を背景として、福武直を中心に改革後も残存する封建遺制の解明および農政の浸透の把握が目指され、村落構造、農民意識など多岐にわたる実証的な調査研究が行われた。村落構造に関しては、同族結合の東北型農村と講組結合の西南型農村の二つの類型をたて、前者から後者を経て民主的農村社会を展望するという理論図式が大きな影響力をもつこととなり、その後、理論的な深化を遂げた。
有賀にせよ福武にせよ、村を構造を持つまとまりとしてとらえ、その総合的研究を意図する点が戦後の農村社会学の大きな特徴であった。

### 転換
農村の変貌が激しくなるにつれて、農村社会学は必然的に転換を迫られることとなった。農村の変貌が日本経済の高度成長の影響として生じているだけに、村落の内的な要因の組合せによって農村の変動を解明しようとする従来の枠組みをこえて、都市との関連や国の政策との関連で変動を明らかにしようとする方向を生み、さらに兼業化や非農家との混住化が進むにつれて、都市と農村とを包括的に視野におさめた地域社会学の研究を分化させるに至った。
また、農村社会学固有の関心として、村落の自治機能や土地利用型産業としての農業に対して果している役割に目が向けられるようになった。それは、村落共同体の復活ではなく、村落を単位に様々な問題を処理し、あるいは意思決定を行うという原理に対する評価となってあらわれた。 

## 主な学説
- 鈴木栄太郎の「自然村」理論
- 有賀喜左衛門の「家連合」理論
- 「イエ・ムラ理論」
- 竹内利美の講・組・年序組織研究
- 中村吉治の共同体論